# ジョン・B・カルフーン
ジョン・バンパス・カルフーン(John Bumpass Calhoun, 1917年5月11日-1995年9月7日)は人口密度とそれが行動に与える影響で知られるアメリカの動物行動学者、行動学者である。彼が発表した研究は当時から生物学者や生命科学者から疑問や批判を受けており、現在では科学的証拠や客観性が不足していると考えられている。
カルフーンはげっ歯類の過剰な個体数が及ぼす悲惨な効果が、人類の未来にとって悲観的なモデルであると主張し、特に有名な実験は「ユニバース25」である。カルフーンは研究の中で、過密状態での異常行動を「ビヘイビア・シンク」、社会的な相互交流を諦めた受動的な個体を「ビューティフル・ワン」と名付けた。こうした実験を人類に当てはめたカルフーンは、人類滅亡が確実だとは考えておらず、建築的環境の改良による「人間福祉」（human welfare）の改良を目指した。
こうした研究は世界的に認知されるようになった。彼は世界中の会議で講演し、NASAや地域の刑務所の過密状態のコロンビア特別地区委員会などのさまざまな組織から意見を求められていた。カルフーンのラットの研究は、エドワード・T・ホールの1966年のプロクセミックス理論の基礎としても用いられた。

## ネズミ実験

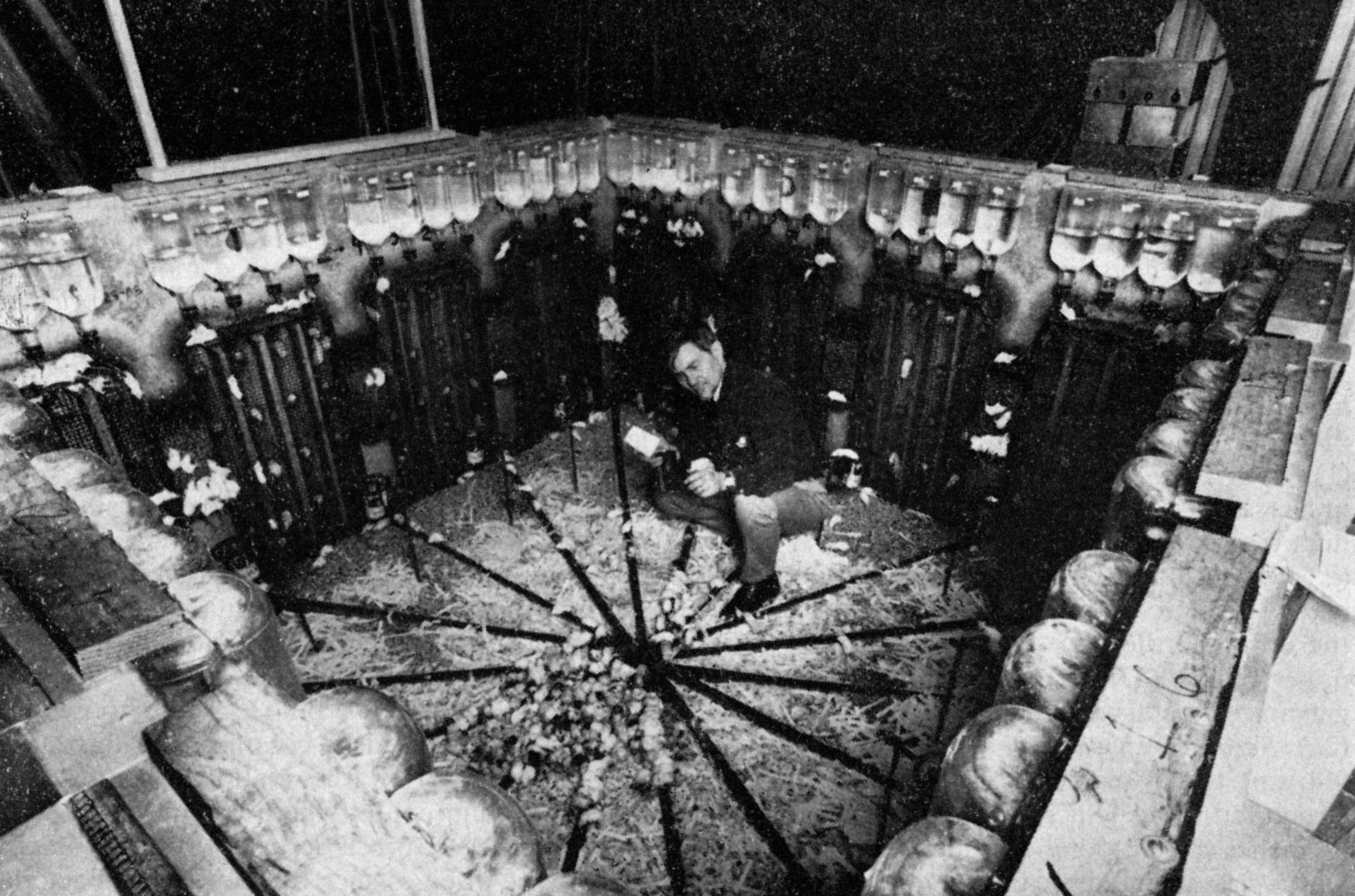
ネズミ実験の生息地とカルフーン

1960年台前半、アメリカ国立精神衛生研究所（NIMH）は、メリーランド州プールズビル近郊に農地を取得した。この土地に建てられた施設ではカルフーンが率いたプロジェクトをはじめ、さまざまな研究プロジェクトが行われていた。1968年7月、マウスがこの実験施設へと移入された。生息地は9フィート（2.7 m, 110インチ）四方の金属製の檻で、高さは4.5フィート（1.4 m、54インチ）の側面がついている。各面には、各面が4つの垂直なグループの「トンネル」と呼ばれる金網があり、「トンネル」から巣箱、給餌器、給水器にアクセスできるようにされていた。餌や水、巣の材料は不足がないよう絶えず補充され、当然ながら外敵もいない。唯一の困難は空間が制限されていることのみである。
最初に放たれたのは、オス、メス4組の計8匹のマウスだった。                                                               当初、8匹のマウスは莫大な環境や、お互いに慣れるまで、かなり混乱していた。しかし、徐々に適応していった。 そして実験開始から104日目に、初のマウスの子供が生まれた。この最初の適応から子供誕生までの104日間をカルフーンは『フェーズ１：適応期』と名付けた。    それから子供は55日ごとに個体数が倍になるペースで増加していった。315日目に620匹に達したが、その後は成長率が著しく鈍化し、145日ごとにしか倍増しなくなった。最後の死産ではない出産は600日目であり、カルフーンらはこの生息地において3,840匹のマウスが収容可能と計算していたものの、総個体数の最大値は2,200匹に留まった。この315日目から600日目の間には社会構造と正常な社会行動が崩壊していることが判明した。行動上の異常としては、子離れの前に子を追い出したり、子の負傷の増加、同性愛行動の増加、支配的な雄が縄張りと雌の防衛を維持できなくなる、雌の攻撃的な行動、防衛されることのない個体間攻撃の増加と非支配的な雄の無抵抗化、などがある。
600日以降でも、社会崩壊は継続し、個体数は絶滅に向けて減少していった。この時期には雌は繁殖をやめていた。同時期の雄は完全に引きこもり、求愛動作、戦闘を行うことはなく、健康のために必要なタスクだけに従事した。食べる、飲む、寝る、毛づくろいをするなど - すべて孤独な作業として、である。このような雄はつやつやとした傷のない健康的な毛並みが特徴的で、「ザ・ビューティフル・ワン」と呼ばれた。繁殖行動は再開されることはなく、行動パターンは永久に変わってしまった。
この実験の結論は、利用可能な空間がすべて取られ、社会的役割が埋まると、各個体に経験される競争とストレスが複雑な社会行動を完全に崩壊させ、最終的に個体数が終焉を迎えるということだった。
カルフーンはネズミの個体数の運命を人間の潜在的な運命へのメタファーと捉えた。この研究はビル・パーキンスなどの作家によって、「過密が増加している、非人間的な世界」で生きることの危険の警告として引用されている。
なお、実験においては近交弱勢による絶滅であると言う誤解があるが、4組のマウスを繁殖させているだけではあるが、実験に使用されたBALB/cマウスは近交系であり、ヘテロ接合型の潜性の有害遺伝子を持たないため近交弱勢による絶滅は発生しない。

## カルフーンの福祉的意図
ユニバース25以外のカルフーンの混雑実験では、実験用マウスたちはトンネルをより革新的に活用したり、部屋を増やしたりすることにより、高密度の環境下で過度な接触無しに生活できるようになった。カルフーンはユニバース25を含む一連の実験を元に、刑務所や精神病院等の改良を望んだ。1979年の報告書の要旨で彼は、「建造環境の設計改良に貢献する分野ほど、人間福祉に大きな影響を発揮できる知的努力の分野は、何もない」と述べている。

## ユニバース25等の実験の問題点・不正確性
当時のカルフーンは自らの研究について「通常の科学ではない」（not normal science）と説明したという情報が、2022年の生命科学誌『ザ・サイエンティスト』にある。同誌は、カルフーンのユニバース25等の実験の不備を批判している。カルフーンは「恥ずかしげもなく自分の発見を擬人化して、マウスを『非行少年』や『社会的落ちこぼれ』等の分類へと投げ捨てた」と同誌では評されている。彼の研究には主観的要素が多く、「相関関係と因果関係を混同しているリスクがより高い」とされている。
カルフーンがユニバース25を発表した当時から彼の同僚らは、ストレスよりも「不衛生」（unsanitary）な環境が影響した可能性や、ストレスホルモンが定量的に観測されていない点を疑問視した。またユニバース25の再現性は現在に至るまで、他の科学者らによって確認されていないと『ザ・サイエンティスト』は言う。